# مارك ديوي
مارك ديوي (بالإنجليزية: Mark Dewey)‏ هو لاعب كرة قاعدة أمريكي، ولد في 3 يناير 1965 في غراند رابيدز في الولايات المتحدة.

## وصلات خارجية
- مارك ديوي على موقعبيزبول رفرنس.كوم (الدوري الرئيسي) (الإنجليزية)
- مارك ديوي على موقعبيزبول رفرنس.كوم (الدوري الثانوي) (الإنجليزية)